# Mesoleptus trifoveolatus
Mesoleptus trifoveolatus là một loài tò vò trong họ Ichneumonidae.